# Gilberto Mendes
Gilberto Mendes (født 13. oktober 1922 i Sao Paulo, Brasilien - død 1. januar 2016) var en brasiliansk komponist, dirigent, professor, lærer og journalist.
Mendes studerede komposition hos Claudio Santoro på Santos Musikkonservatorium. Herefter fulgte så kompositions studier hos Karlheinz Stockhausen, og dirigentundervisning hos Pierre Boulez.
Han hørte som komponist til den moderne avantgarde musik, og har skrevet orkesterværker, kammermusik, kantater, solostykker for mange instrumenter etc.
Mendes havde ledende stillinger som lærer og professor i komposition på University of Texas, University of Sao Paulo og University of Wisconsin-Madison.

## Udvalge værker
- Ponteio (1955) - for orkester
- Santos (fodboldmusik) (1969) - for orkester
- Klaverkoncert (1981) - for klaver og orkester
- Noder: et maleri af Gastão Z. Frazão (1985) - for orkester
- Den sidste tango i Vila Parisi (1987) - for orkester
- Issa åbning (2002) - for orkester
- Glade Troper (2006) - (En bold i Atlanterhavsskoven) - for orkester